# Plougrescant
Plougrescant (bret. Plougouskant) – miejscowość i gmina we Francji, w regionie Bretania, w departamencie Côtes-d’Armor.
Według danych na rok 1990 gminę zamieszkiwało 1471 osób, a gęstość zaludnienia wynosiła 95 osób/km² (wśród 1269 gmin Bretanii Plougrescant plasuje się na 424. miejscu pod względem liczby ludności, natomiast pod względem powierzchni na miejscu 647.).